# Kreis Bolchen
| Basisdaten               | Basisdaten                  |
| ------------------------ | --------------------------- |
| Bundesstaat              | Reichsland Elsaß-Lothringen |
| Bezirk                   | Lothringen                  |
| Verwaltungssitz          | Bolchen                     |
| Fläche                   | 715 km² (1910)              |
| Einwohner                | 41.825 (1910)               |
| Bevölkerungsdichte       | 58 Einw./km² (1910)         |
| Gemeinden                | 100 (1910)                  |
| Lage des Kreises Bolchen |                             |
|                          |                             |

Der Kreis Bolchen war von 1871 bis 1920 ein deutscher Landkreis im Bezirk Lothringen des Reichslandes Elsaß-Lothringen. Das ehemalige Kreisgebiet liegt heute im Arrondissement Forbach-Boulay-Moselle des französischen Départements Moselle. 

## Geschichte
Nachdem Elsaß-Lothringen durch den Frankfurter Friedensvertrag an das Deutsche Reich gefallen war, wurde 1871 aus dem bis dahin französischen Arrondissement Boulay-Moselle der Kreis Bolchen gebildet. Nach dem Ende des Ersten Weltkrieges wurde das Gebiet des Kreises 1918 von Frankreich besetzt, kam am 17. Oktober 1919 unter französische Verwaltung und gehörte mit dem Inkrafttreten des Versailler Vertrages am 10. Januar 1920 wieder als Arrondissement Boulay-Moselle dem französischen Staat an.
Im Zweiten Weltkrieg stand Elsaß-Lothringen von 1940 bis 1944 unter deutscher Besatzung. Während dieser Zeit bildete das Gebiet des Arrondissements Boulay-Moselle zunächst den Landkreis Bolchen. Am 1. Dezember 1940 wurde der Landkreis Bolchen mit dem Nachbarkreis Forbach zum Landkreis Sankt Avold zusammengeschlossen. Das Kreisgebiet wurde nicht im völkerrechtlichen Sinne annektiert, sondern war Teil des CdZ-Gebiets Lothringen. Dieses war dem Gauleiter für den Gau Saarpfalz (ab 1942 Westmark) in Saarbrücken unterstellt.
Zwischen November und Dezember 1944 wurde das Kreisgebiet von alliierten Streitkräfte erobert und kam anschließend wieder an Frankreich. Von Frankreich wurden wieder die beiden Vorkriegs-Arrondissements Forbach und Boulay-Moselle eingerichtet.

## Einwohnerentwicklung
| Einwohner     | 1871   | 1890   | 1900   | 1910   |
| ------------- | ------ | ------ | ------ | ------ |
| Kreis Bolchen | 47.728 | 41.621 | 39.583 | 41.825 |

Gemeinden mit mehr als 1000 Einwohnern (Stand 1910):
| Bolchen    | 2.218 |
| Busendorf  | 2.176 |
| Falkenberg | 1.015 |
| Kreuzwald  | 2.956 |
| Lubeln     | 1.801 |

## Landräte
Die Landräte im Reichsland trugen die Amtsbezeichnung Kreisdirektor.
1871–187200Sebastian von Saldern
1872–188000Ernst von Saldern (1843–1886)
1880–188300Victor Sittel († 1895)
1883–188600Hugo von Bibra
1886–189800Anton von Villers-Grignoncourt (1849–1911)
1898–190600Seeger
1906–191100Walther Kleemann († 1929)
1911–191800Karl Rebender († 1918)

## Gemeinden
Im Jahre 1910 umfasste der Kreis Bolchen 100 Gemeinden. Durch kaiserliche Verordnung vom 2. September 1915 erhielten 9 Gemeinden einen amtlichen deutschen Namen, wobei meist auf historische Namensformen oder Übersetzungen zurückgegriffen wurde.
| - Adaincourt (ab 1915 Adinghofen) - Alzingen - Anzelingen - Argenchen - Armsdorf - Baumbiedersdorf - Berweiler - Bettingen - Bibisch - Bingen - Bisten in Lothringen - Bizingen - Bolchen - Brettnach - Bruchen - Buschborn - Busendorf - Chémery (ab 1915 Schemmerich) - Colmen - Contchen - Dalem - Dalstein - Dentingen - Diedersdorf - Ebersweiler | - Eblingen - Edelingen - Elwingen - Falk - Falkenberg - Filsdorf - Fletringen - Freisdorf - Füllingen - Gänglingen - Gehnkirchen - Gelmingen - Gerstlingen - Gertingen - Girlingen - Halleringen - Hallingen - Ham unter Varsberg - Han an der Nied - Hargarten - Heiningen - Heinkingen - Helsdorf - Hémilly (ab 1915 Hemelich) - Herlingen | - Heßdorf - Holacourt (ab 1915 Ollhofen) - Hollingen - Kreuzwald - Kriechingen - Kuhmen - Lauterfangen - Lautermingen - Lubeln - Maiweiler - Memersbronn - Mengen - Merten - Möhringen-Zondringen - Momersdorf - Neunkirchen - Niederum - Niederwiese - Oberdorf - Oberfillen - Oberwiese - Ottendorf - Pieblingen - Reimeringen - Remelfangen | - Rothendorf - Ruplingen - Sankt Bernard (ab 1915 Sankt Bernhard) - Sankt Franz - Schemerich - Schwerdorf - Steinbiedersdorf - Teterchen - Tetingen - Thonville (ab 1915 Odersdorf) - Trittelingen - Tromborn - Vahlen (ab 1915 Wahlen) - Valmünster - Varsberg - Vittoncourt (ab 1915 Wittenhofen) - Voimhaut (ab 1915 Wainwalz) - Volmeringen - Waibelskirchen - Wallerchen - Wallersberg - Welwingen - Willingen - Wölflingen bei Busendorf - Zimmingen |